# Парс про тото
Парс про тото (на латински: Pars pro toto) означава в превод: „Една част [описва] цялото“ – т. е. една част от нещо се възприема като синоним за цялото. Принципът парс про тото като лингвистичен феномен може да описва реторично стилистично средство, но може да бъде разбран и практически като социално или психологическо поведение и по-специално като форма на фетишизъм. Във философията съществува т. нар. „погрешно заключение парс про тото“.
Противоположно обратното на този принцип е тотум про парте („цялото [описва] една част“).

## Риторичен лексикална фигура
Като лексикална фигура парс про тото спада към групата на тропите и представлява от една страна специална форма на метонимията (подмяна на имена, преименуване), а от друга страна специална форма на синекдохата (промяна на значението). Антиподът на парс про тото е тотум про парте (на латински: Totum pro parte – „цялото (описва) една част“).
Примери от ежедневния език:
- имам покрив над главата си – под „покрив“ се има предвид „къща“
- среден доход на глава от населението – „глава“ вместо „човек“
- 5 лева на калпак – „калпак“ вместо „човек“
- Холандия вместо Нидерландия – Холандия е просто част (провинция) от Кралство Нидерландия.
- Англия вместо Обединеното кралство – Англия е само част от Обединеното кралство Великобритания и Северна Ирландия.
- Русия вместо Съветския съюз – Руската СФСР е била просто съюзна република в състава Съветския съюз.
- Столица на суверенна държава вместо държавата като цяло („Ледена епоха между Вашингтон и Москва“, имайки се предвид не градовете, а именно държавите САЩ и Русия), подобно например е Брюксел вместо ЕС и неговата администрация.
- Седалището на дадена институция, използвано вместо институцията като цяло, например Пентагона вместо американската армия.

## Психологични свойство на зрителното възприятие
Тъй като в зрителното възприятие полезрението не се сканира ивица по ивица, ред по ред, а евристично селективно в определени точки, тренираното око на даден наблюдател знае, върху кои части от възприятието трябва да фокусира, за да разпознае наблюдаваното цяло. Например, на един добър читател не му е нужно да поглежда всички букви на дадена дума, буква по буква, за да може да я прочете; един бърз, бегъл поглед често е достатъчен, защото много от буквите се възприемат подсъзнателно с периферното зрение.
Парс про тото тук означава, че възприемането на решаващите части на даден обект е достатъчно за неговата идентификация.
Това също обяснява феномена, защо колкото по-запознати сме с група от някакви определени обекти, толкова по-бързо е възприятието ни спрямо тях.

## Социален феномен
Ставайки дума за „жертва pars-pro-toto“ се има предвид, че част от тялото се жертва символично, символизирайки целия човек. В магията и окултизма също се използват съотношения pars-pro-toto, за да се въздейства върху хора – например коса от даден човек, за да се въздейства върху целия човек.
За Карл Маркс парс про тото е един от принципите на стоковия фетишизъм: При стоковия фетишизъм, процесът на човешкия труд е заместен и по този начин забулен/потулен от неговия изолиран резултат – стоката, която се появява на пазара. Социалните процеси и взаимоотношения, свързани с производството на стоки, по този начин не могат да бъдат видяни в крайните продукти. Например при покупка на текстилни продукти произведени в Бангладеш, виждаме продукта като такъв сам по себе си, дали визуално ни харесва или не, без да имаме представа за социалните условия на труд, под които той е бил изработен; разпространената експлоатация на деца и жени в Бангладеш като „модерни роби“ е забулена от продукта.
Принципът парс про тото може да се пренесе и приложи и в сферата на сексуалния фетишизъм, както той бива схванат в психоанализата. В сексуалния фетишизъм, даден фетиш обект, като например женски чорапогащник, представлява символично отделна част от сексуален обект (в този пример – жената) и успява да замести по този начин присъствието на цял човек и става сам обект на сексуално желание.

## Археология
В археологията под названието „обичай парс про тото“ се разбира вид погребален обичай, при който части от по-голям обект символично са поместени в гроба вместо целия обект, който те представляват. Една малка част (обикновено по-евтина и по-обикновена в материално отношение) от дадено цяло символизира дарението на целия (ценен) предмет, като напр. гвоздей от носещата ос на каруца вместо цяла каруца/карета, колан за меч вместо цял меч, юзда вместо кон и т.н. Чрез символичен погребален дар „парс про тото“ се възпрепятства загубата на ценно материално имущество с цел по-нататъшното му използване от потомците и се предотвратява отслабването на тяхната икономическа мощ.

## Приложения в литературата
- „Житейските възгледи на котката Мур“ от Ернст Теодор Амадеус Хофман:[4]| „ | Добрите хора се влюбват лесно в чифт хубави очи, простират и двете си ръце към приятната личност, на чието лице блестят споменатите очи, заключват красавицата в кръг, който става все по-тесен и по-тесен, докато най-сетне се смалява до годежен пръстен, който надяват на пръста на любимата като pars pro toto. Вие разбирате малко нещо латински, милостива принцесо, като pars pro toto казвам, като брънка от веригата, на която завеждат задържаната в любовен плен у дома — в брачния затвор. | “ |